# Biblioteche della tarda antichità
Con l'affermazione ufficiale del cristianesimo e le vicissitudini politiche all'inizio del V secolo d.C., la letteratura che si sviluppò in quell'epoca non poteva più essere ospitata da biblioteche laiche già in esistenza, ma richiedeva una sua propria e appropriata collocazione. Le biblioteche della Tarda antichità furono appunto create a tale scopo, presso chiese, monasteri, conventi e altri simili luoghi religiosi, diffondendosi ed affermandosi in tutta l'Europa in un graduale sviluppo che si concluse con le biblioteche la struttura delle quali è tuttora in funzione adattata ai vigenti sistemi moderni.

## La transizione
Con gli inizi del V secolo d.C., l'Impero Romano aveva subito due cambiamenti fondamentali, uno politico e l'altro spirituale. Si era diviso in due metà, ciascuna governata dal proprio imperatore: quella occidentale con capitale Ravenna o Milano, e quella orientale con capitale Costantinopoli. In entrambe il cristianesimo era emerso come la religione prevalente.
L'ascesa e il trionfo del cristianesimo ebbe un profondo effetto sulla letteratura: elevò la religione ad interesse predominante. Certo, esistevano ancora scrittori, sia in greco che in latino, che trattavano di temi "secolari", ma erano una minoranza in confronto ai grandi autori cristiani, tipo Basilio o Eusebio in greco, Agostino o Girolamo in latino. Ci fu una pletora di studi sui testi della Bibbia, commentari ed interpretazioni sui suoi passi testuali, discussioni sulla natura del Divino, diatribe contro opinioni ritenute eretiche, e così via. Tale letteratura era fuori luogo nelle biblioteche pubbliche esistenti: i libri religiosi dovevano esser contenuti nelle loro proprie biblioteche - che cominciarono infatti a fiorire presso le chiese cristiane, i monasteri e altre simili istituzioni, estendendosi per tutto il mondo conosciuto durante il Medioevo e gradualmente evolvendosi nelle biblioteche che conosciamo oggi.

### I due imperi

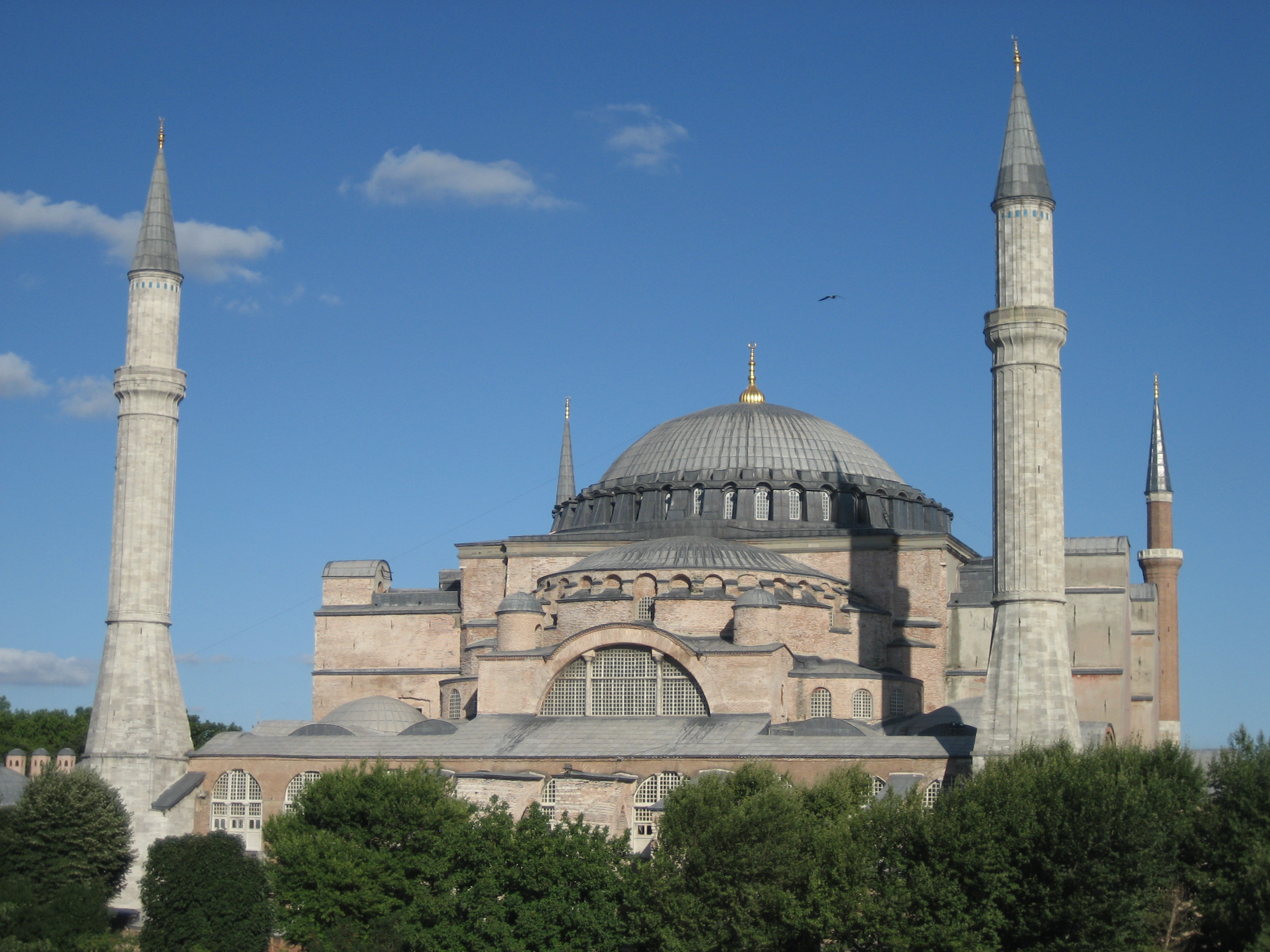
Santa Sofia a Istanbul.

Delle due metà dell'Impero Romano, quella orientale, conosciuta come Impero bizantino, fu più resiliente di quella occidentale. L'Impero d'Occidente non durò molto a lungo: nel V e VI secolo, le invasioni dei Goti, dei Vandali e di altre tribù migratorie misero la Spagna, la Gallia e gran parte dell'Italia sotto il dominio di re barbari. L'Italia aveva ospitato biblioteche cittadine su tutta la penisola durante gli opulenti giorni dell'Impero Romano - sparirono completamente man mano che tutte le città cadevano sotto il controllo degli Ostrogoti nel VI secolo. Dopo Giustiniano, l'imperatore che regnò dal 527 al 565 e che era stato nominato per scacciare gli invasori e gli eserciti del quale per vent'anni tribolarono in tale impresa, gran parte dell'Italia centrale divenne teatro di guerre distruttive, con Roma stessa assediata e saccheggiata. Ai tempi di Augusto e di Traiano, quando la città alloggiava splendide biblioteche, aveva una popolazione di circa un milione di abitanti; durante gli anni sanguinosi delle invasioni la popolazione diminuì fino ad un minimo di 30.000 residenti. Devastata e rimpicciolita, Roma non aveva capitali per sostenere biblioteche o bibliotecari di sorta.
L'Impero d'Oriente, evitate le invasioni dei barbari, godette di più tranquillità e durò quindi più a lungo, fino al 1453, quando i turchi completarono la loro conquista della regione con la cattura di Costantinopoli. Questa città, fondata da Costantino il Grande nel 324, venne da lui dichiarata capitale imperiale nel 330 invece di Roma e dopo che l'impero si spezzò in due, rimase capitale della metà orientale. A Costantinopoli si trovava il palazzo dell'imperatore e, dal 381, anche la residenza di uno dei quattro patriarchi che erano a guida del mondo cristiano orientale (gli altri stavano ad Antiochia, Gerusalemme ed Alessandria d'Egitto). Costantinopoli gradualmente incrementò la sua statura politica anche con rinomanza culturale: nel 425, l'Imperatore Teodosio II stabilì trentuno cattedre professoriali, principalmente in retorica, greco e latino, più alcune in giurisprudenza, creando quindi l'equivalente di un'università. Successivamente, durante il regno di Giustiniano, la costruzione di Santa Sofia diede alla città un'opera architettonica di eccellente qualità, mentre la compilazione del Codice giustinianeo - magistrale compendio di leggi romane commissionato dall'imperatore - elevò la capitale ad importante centro di studi legali. Costantinopoli vantava tre biblioteche principali, due di tipo essenzialmente "secolare": una era all'università ad uso della facoltà e degli studenti; l'altra era al palazzo ad uso della famiglia imperiale e dei funzionari statali. La biblioteca universitaria pare esser esistita fino al Pieno Medioevo, mentre quella del palazzo imperiale fino alla presa di Costantinopoli da parte dei turchi nel 1453. La terza biblioteca era una collezione teologica presso la sede del Patriarcato.
Queste tre biblioteche rappresentarono le biblioteche fondamentali dell'impero orientale, poiché possibili rivali altrove entro i suoi confini si vennero gradualmente ad estinguere, specialmente dopo che la conquista araba del Vicino Oriente tra il 636 ed il 642 mise la Siria, la Palestina e l'Egitto sotto il dominio mussulmano. La famosa biblioteca di Alessandria era già scomparsa dal 270 d.C. La seconda rinomata biblioteca alessandrina si trovava presso il tempio del dio Serapide, il Serapeo, che era stato raso al suolo nel 391, quando Teofilo, patriarca di Alessandria ed uomo dal temperamento violento, con zelo eseguì il decreto dell'Imperatore Teodosio II che imponeva la chiusura di tutti i templi pagani di culto. La biblioteca però pare sopravvisse alla distruzione ed era ancora attiva quando Alessandria capitolò agli arabi nel 642, se dobbiamo credere un pittoresco racconto conservato dalle fonti arabe stesse. Si narra che un sapiente greco, che era amico del comandante dell'esercito che prese la città, gli chiese la biblioteca come dono. Il comandante prudentemente riferì la richiesta al suo signore supremo, il Califfo Omar, che rispose: "Se questi scritti dei greci sono d'accordo con il Libro di Dio, allora sono inutili e non hanno bisogno di esser conservati; se invece differiscono, allora sono pericolosi e devono esser distrutti." Furono appunto distrutti, consegnati alle terme della città da usarsi come combustibile e, la storia conclude, furono sufficienti ad alimentare le numerose fornaci per sei mesi.

## Collezioni librarie in oriente

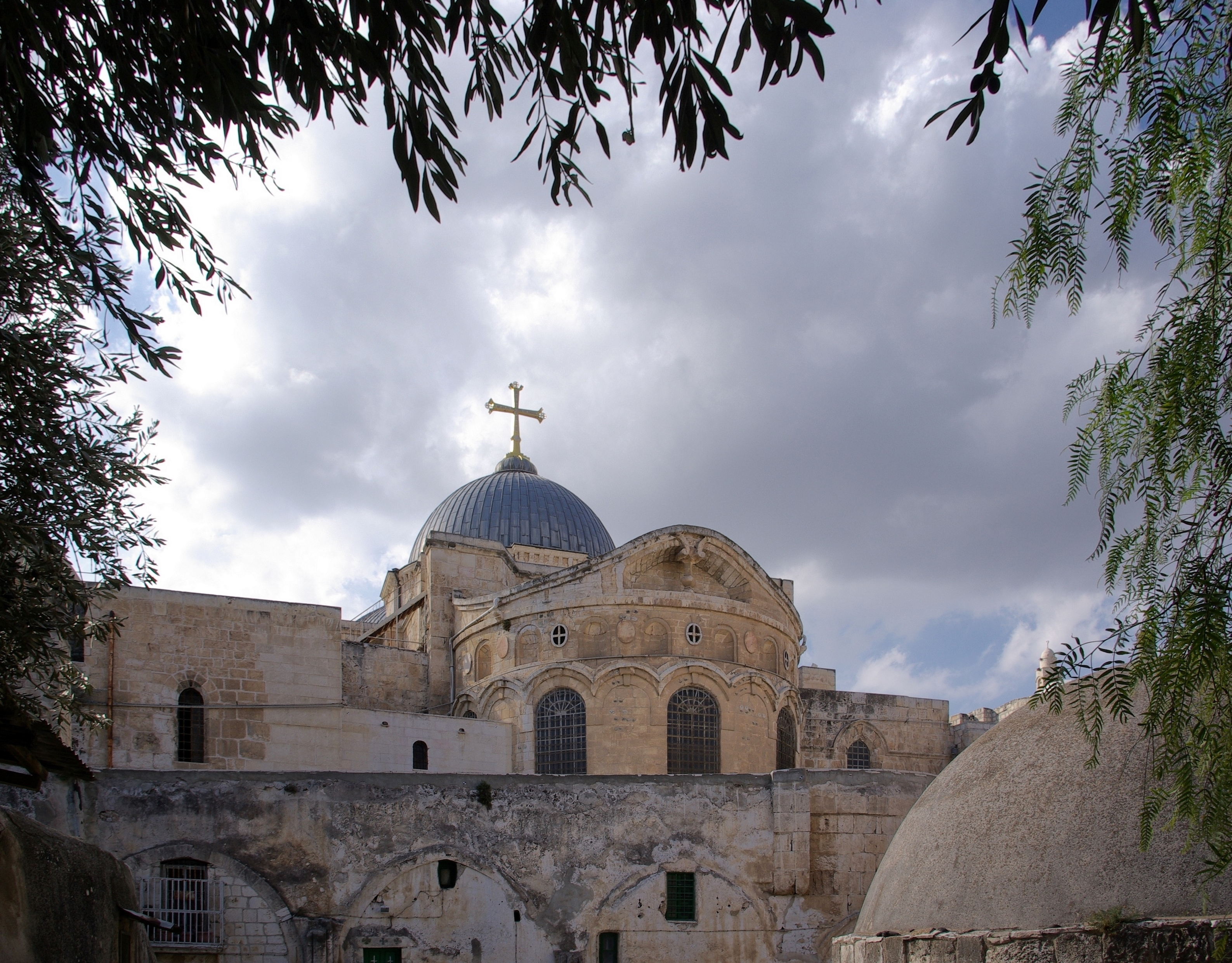
Basilica del Santo Sepolcro a Gerusalemme.

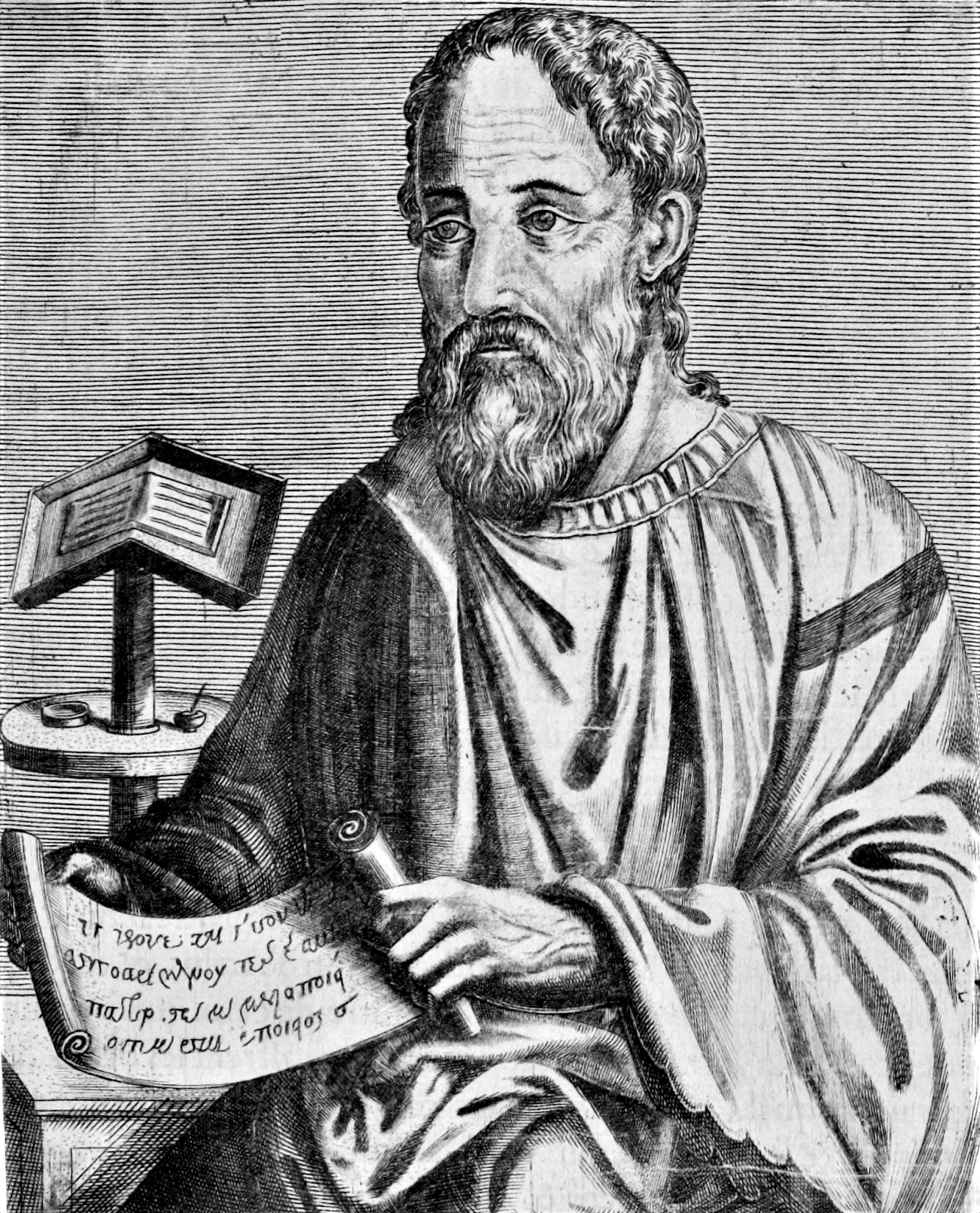
Eusebio di Cesarea con rotolo in greco e leggio alle spalle.

Dopo il 642, la biblioteca patriarcale di Costantinopoli quasi sicuramente aveva la migliore collezione teologica dell'impero orientale, poiché le città dove esistevano altre rinomate collezioni - le città dove si era affermato il cristianesimo e dove vivevano i Padri della Chiesa, raccogliendo quelle opere che servivano loro per portare avanti ricerca e studi - erano ora sotto il dominio degli arabi, che presumibilmente applicavano il ragionamento del Califfo Omar quando incontravano delle biblioteche. Sin dalla prima metà del terzo secolo, esisteva una collezione a Gerusalemme, apparentemente alloggiata nella Basilica del Santo Sepolcro. L'aveva messa insieme Alessandro, vescovo di Gerusalemme in quell'epoca, ed ebbe lodevoli commenti da Eusebio sulla quantità di corrispondenza ecclesiastica che ci aveva trovato ed aveva usato per i suoi scritti storici. Dalla seconda metà del III secolo, una notevole collezione di libri - circa 30.000 volumi - esisteva presso la chiesa di Cesarea: era stata creata da Panfilo, un presbitero ed eminente studioso libanese, la cui vita fu dedicata a sostenere una biblioteca di grandi dimensioni e contenuti. Fece in modo che contenesse uno scriptorium, che non solo soddisfò i bisogni della biblioteca ma produsse anche altre copie della Bibbia da imprestare e persino donare. Eusebio, che era amico e allievo di Panfilo, ne fu uno degli utenti, come anche Girolamo, probabilmente durante i suoi ultimi anni, quando viveva a Betlemme. I contenuti della biblioteca annoveravano anche libri rari: Girolamo cita una copia di un presunto originale ebraico del Vangelo di Matteo e afferma anche che sulle sue scansie figurassero i manoscritti dai quali Origene aveva tratto i suoi Exapla, l'edizione dell'Antico Testamento con sei versioni del testo in colonne parallele.

## Collezioni librarie in occidente

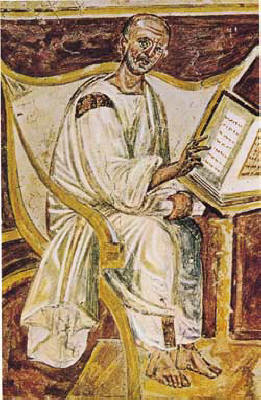
Primo ritratto di Agostino d'Ippona, risalente al VI secolo, che lo mostra seduto davanti ad un libro aperto e con un rotolo nella mano sinistra. Palazzo del Laterano, Roma.

In occidente, Roma, nonostante fosse la capitale religiosa dell'area, non aveva collezioni teologiche di rilievo. Le sue numerose chiese tenevano pochi libri necessari allo svolgere delle funzioni liturgiche, come manuali e copie delle Sacre Scritture per i lettori. Il papato all'inizio aveva solo un archivio: fu fondato da Damaso I (366-384), che lo mise nella chiesa di San Lorenzo che aveva costruito sulla residenza della sua casa e incorporata oggi nel Palazzo della Cancelleria. Successivamente fu trasferito al Palazzo del Laterano, dove erano situati gli uffici papali e quasi sicuramente condivideva lo spazio usato dai libri che il papato acquistava. Col tempo, questi libri inclusero non solo Bibbie e manuali, ma diverse serie di opere teologiche cristiane, persino alcune reputate eretiche. In una parte del Palazzo lateranense sono stati trovati i resti di una stanza con un interessante affresco, probabilmente del sesto secolo d.C., che mostra Agostino d'Ippona seduto davanti ad un libro aperto e che tiene in mano un rotolo. In base a questo murale, specialmente adatto ad una biblioteca, la stanza è stata identificata come il luogo dove venivano conservati gli archivi papali ed i libri.
Per quanto ne sappiamo, la collezione papale era strettamente cristiana. La letteratura pagana veniva considerata con cautela dagli scrittori cristiani. Alcuni dei più influenti, come Agostino e Girolamo, possedevano molte opere di autori greci e romani, riconoscendo che questi erano essenziali modelli per chi aspirava ad esser scrittore, ma erano apprensivi nel leggerli. Era giusto che i cristiani leggessero opere pagane? Girolamo racconta di un brutto sogno che fece: gli apparve il giudice divino e gli chiese quale fosse la sua condizione religiosa. Quando Girolamo rispose: "Sono un cristiano", gli venne risposto "Tu menti: non sei un cristiano, sei un ciceroniano." Altri ecclesiastici erano non solo apprensivi ma addirittura ostili a tali letture. papa Gregorio I (590-604), per esempio, era uno di questi e si rendeva sicuro che non ci fosse letteratura pagana tra le raccolte papali.
Tuttavia, Roma poteva essere un'eccezione a questo riguardo, dato che altrove le collezioni occidentali - in Spagna, per esempio - includevano opere di autori pagani. In verità, una biblioteca della quale si conoscono i contenuti - quella di Isidoro vescovo di Siviglia dal 600 al 636 - ne conteneva molti, e ciò nonostante Isidoro li considerasse inadatti per i suoi monaci. Ce ne viene notizia innanzi tutto da una serie di versetti che aveva composto per certe iscrizioni da apporre sulle pareti della sala della biblioteca, alcune anche sulle porte e sopra le librerie. Il versetto iniziale, di certo inteso per la porta principale, comincia con le parole: "Qui si trovano cataste di libri sia sacri che profani." Sebbene tali libri siano oggi scomparsi, possiamo constatare da varie indicazioni che l'iscrizione non esagerava. In primo luogo, i versi che venivano affissi sopra librerie rivelano che, oltre a scaffali per le opere di Origene, Eusebio, Crisostomo, Ambrogio, Agostino, Girolamo e altri simili ed eminenti autori cristiani, esistevano scaffali per giuristi romani come Paolo e Gaio, e per medici scrittori come Ippocrate e Galeno. In secondo luogo, citazioni di autori fatte nelle sue opere dimostrano che Isidoro ben conosceva tutta la gamma dei maggiori scrittori greci e romani. Non era certo un dilettante, ma un serio e approfondito lettore: l'ultimo dei suoi versetti intesi per l'affissione sopra le porte, è intitolato "Per l'intruso" e dichiara:
Non sappiamo cosa sia successo ai libri di Isidoro, ma c'è da credere che siano stati dispersi e distrutti. Ad ogni modo, solo in parte collezioni di libri simili a quelle del vescovo di Siviglia servirono a mantenere in vita le opere degli autori greci e latini: ciò che veramente contribuì a far sviluppare le biblioteche come le conosciamo oggi, fu l'apporto di gente molto più umile: i monaci.

## Biblioteche del monachesimo

### Oriente

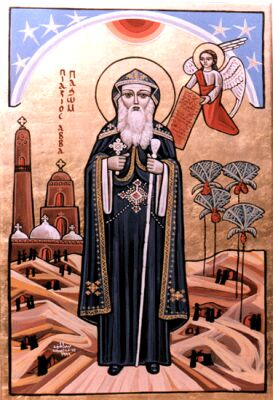
Pacomio abate, fondatore del monachesimo cenobitico.

L'istituzione del monachesimo ebbe origine in un remoto angolo dell'Impero d'Oriente, il deserto dell'Egitto meridionale. Agli inizi del quarto secolo, un egiziano di nome Pacomio, ex-militare convertito al cristianesimo, fondò nel deserto a 
Tabennisi nell'Alto Egitto la prima comunità monastica. Fu un successo immediato e subito ne stabilì altre nelle vicinanze; col tempo altre ancora vennero organizzate, insieme a conventi di suore, in tutto l'Egitto. Pacomio scrisse un codice di condotta per le sue comunità, che è sopravvissuto in una traduzione fatta da Girolamo a beneficio dei devoti dell'occidente latino. Si legge che Pacomio insisteva affinché i suoi monaci sapessero leggere: i novizi che venivano ammessi ai suoi monasteri provenivano più che altro dai villaggi circondariali e senza dubbio includevano un gran numero di analfabeti. Una regola del codice dichiara che chiunque dei candidati 
(Regula Pachomii 139-140.)
Ne consegue che i monasteri dovevano avere libri e una regola che ne parla dimostra come fossero tenuti in alta considerazione. C'era una nicchia speciale nel muro per archiviarli e uno dei monaci responsabili del monastero aveva l'incarico di prendersene cura: doveva renderne conto, registrarli e rinchiuderli a chiave nella nicchia di notte.

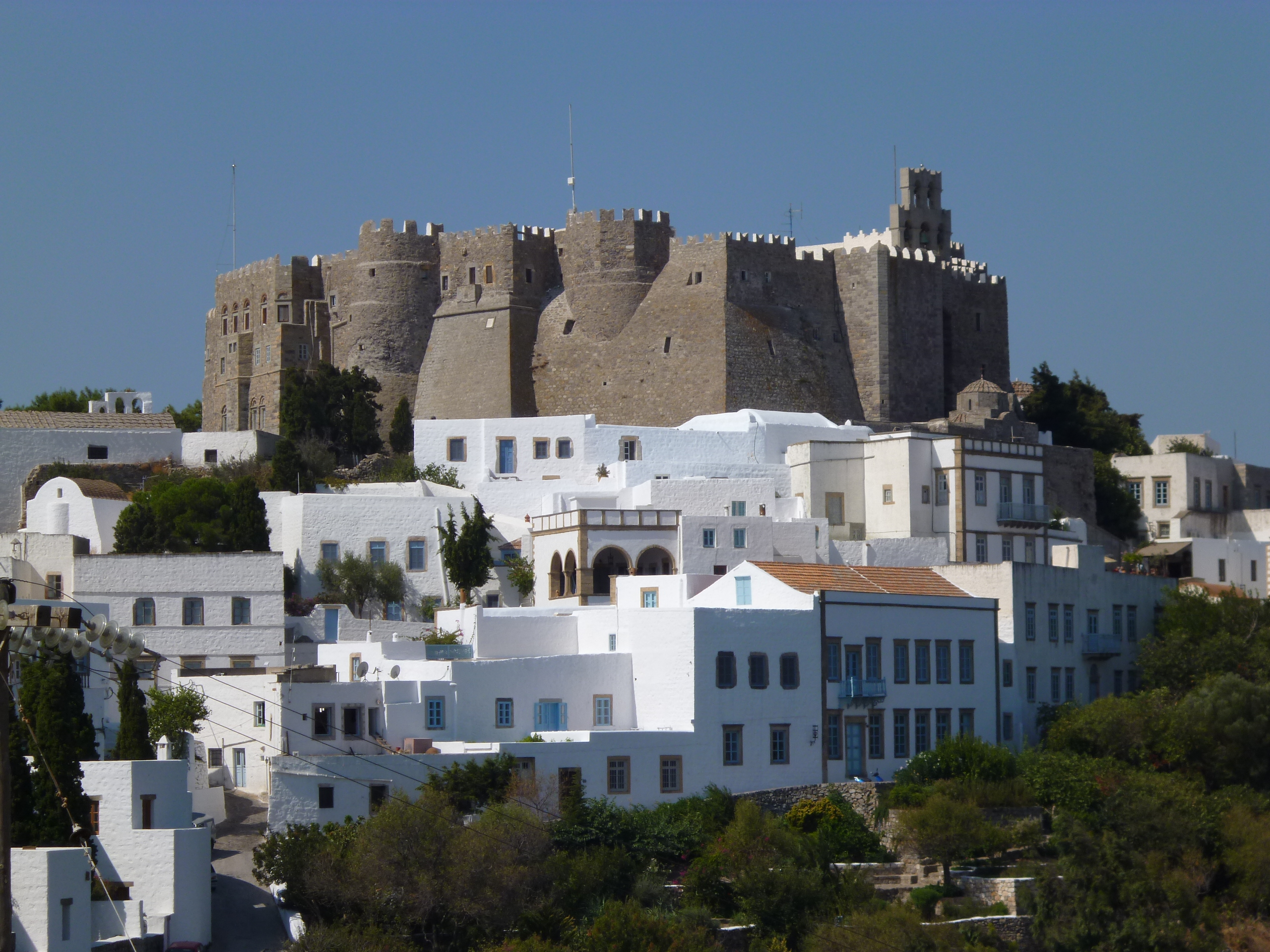
Monastero dell'Isola di Patmos.

Le comunità monastiche si sparsero gradualmente in tutto il resto dell'impero orientale. Avevano biblioteche ma, per quanto ne sappiamo (e le informazioni sono scarse), erano piccole e limitate ad opere teologiche. I monasteri di Costantinopoli, per esempio, probabilmente avevano collezioni di non più di cento volumi. Abbiamo particolari solo di una biblioteca, quella del monastero fondato nel 1088 sull'Isola di Patmos: il fondatore, Cristodulo, appassionato di libri, aveva costruito una sua propria abbondante biblioteca che passò in eredità al monastero quando morì. Nel 1201, come dimostra un inventario di quell'anno, il numero totale di libri includendoci il donativo originale e le aggiunte, ammontava a 330 volumi, cifra eccezionale per l'epoca. Eccetto sedici titoli, tutti gli altri erano opere di teologia. Ad ogni modo, l'impero orientale fu una delle fonti maggiori di opere antiche, specie quelle greche, che sono sopravvissute e giunte fino ai giorni nostri. In tutta probabilità ciò fu dovuto in maggior parte alle collezioni tenute dal palazzo imperiale e dalla biblioteca universitaria a Costantinopoli, o a raccolte private che appartenevano a rinomati studiosi fioriti nell'Impero bizantino. I monasteri orientali giocarono un ruolo minore nella storia bibliotecaria, poiché il ruolo principe lo giocarono i monasteri dell'occidente.

### Occidente

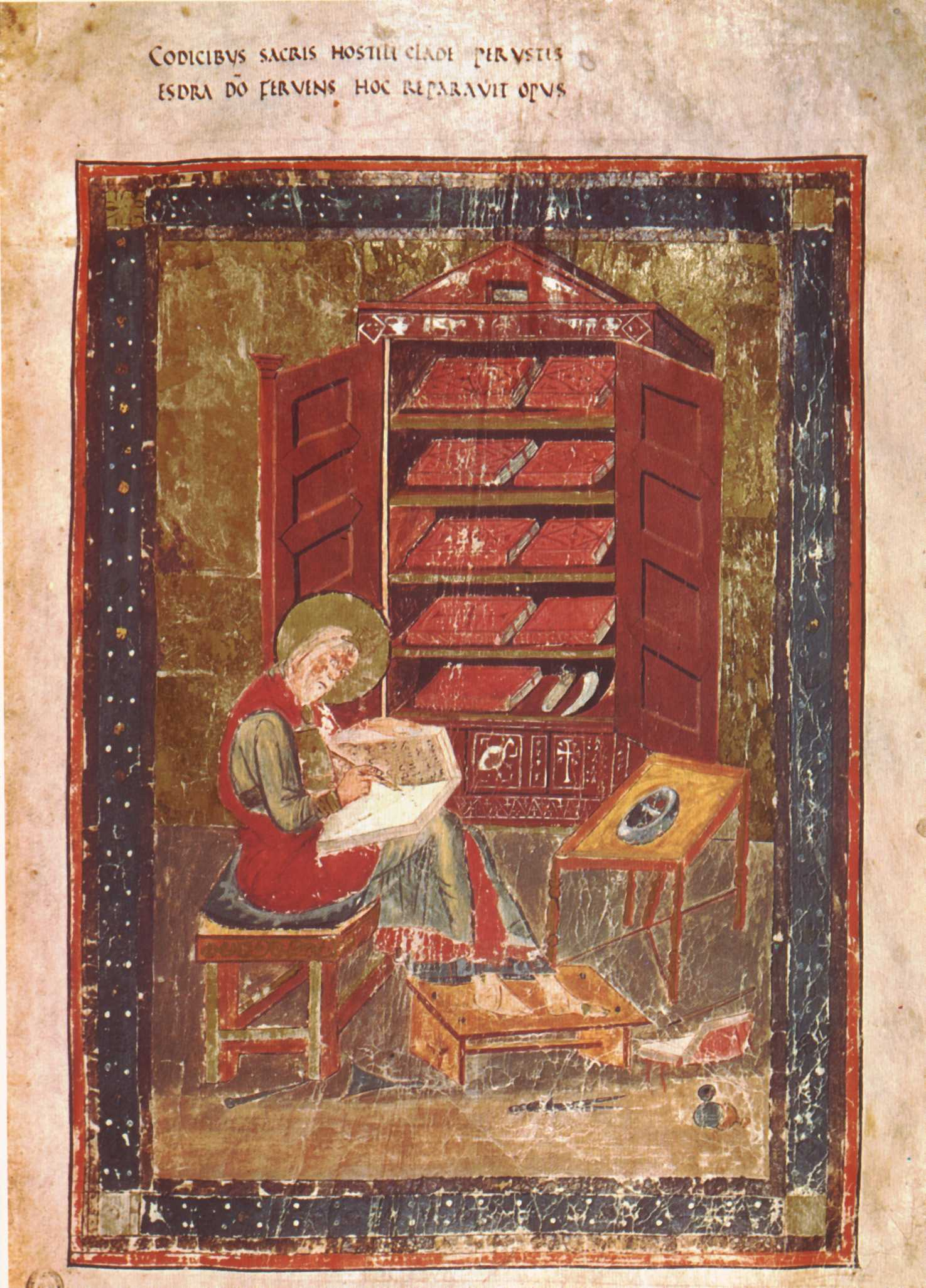
Ritratto del profeta Esdra anacronisticamente in bibliotheca; infatti in questa illustrazione del Codex Amiatinus per molto tempo si riconobbe la figura di Cassiodoro.

Che i monaci dovessero essere in grado di leggere, era stato messo sin dall'inizio nelle regole di Pacomio. Che dovessero usare tale abilità ed esser chiamati a leggere regolarmente le Scritture o altre opere simili, fu stabilito da Benedetto da Norcia nella serie di regole che scrisse per il suo monastero di Montecassino, fondato nel 529 su un colle tra Roma e Napoli. Benedetto stipula che, nel periodo tra la Quaresima e ottobre, più di sei mesi quindi, i monaci debbano dedicare il periodo dalla quarta alla sesta ora alla lettura; da ottobre alla Quaresima, fino alla seconda ora devono esser lasciati liberi per leggere. All'inizio della Quaresima, ad ogni monaco deve esser dato un libro dalla bibliotheca, che deve leggere completamente entro la fine della Quaresima stessa; nelle domeniche, eccetto coloro che hanno dei compiti assegnati da svolgere, tutti devono dedicarle alla lettura.
Ovviamente, la fornitura di libri del monastero, la bibliotheca dalla quale veniva fatto la distribuzione quaresimale, doveva essere abbastanza numerosa per permettere di consegnare un libro ad ogni monaco, ma forse non di più. Oltretutto, i contenuti erano di sicuro limitati a Bibbie e altre opere religiose basilari. Da dove proveniva tale fornitura? Non c'è indicazione dell'esistenza di uno scriptorium, che in futuro diventerà così importante nei monasteri dei secoli successivi. Probabilmente alcuni dei volumi erano donativi, forse dati o precedentemente acquistati da librai. Infatti, gli affari dei librai non diminuirono certo con l'avvento del cristianesimo, anzi, dovettero semplicemente essere estesi al mercato di libri religiosi. L'alacre attività di tali librai viene rivelata da un aneddoto raccontato da Sulpicio Severo, un aristocratico romano convertitosi al cristianesimo, che nel 400 scrisse una biografia del suo coetaneo, San Martino di Tours. Severo narra che, quando una copia della sua opera pervenne a Roma, "dato che tutti in città gareggiavano per procurarsela, vidi un libraio che esultava dicendo che era la sua più grande fonte di guadagno, e niente si vendeva più velocemente e ad un prezzo profittevole." Due secoli dopo, Roma era ancora al centro del commercio libraio: nel 596 Papa Gregorio I stabilì una missione in Britannia e la fornitura di libri che gli venne dotata, arrivò da Roma. I libri di necessità erano procurati dai librai, poiché nessuna istituzione religiosa del tempo aveva ancora gli scriptoria. Oltre Roma, esistevano anche altri posti dove acquistare libri: non troppo tempo dopo la fondazione di Montecassino, Cassiodoro fondò un monastero dove grande enfasi veniva posta sull'apprendimento e la letteratura, e acquistò dall'Africa settentrionale molto di quello di cui abbisognava per la sua biblioteca.
Cassiodoro è una figura chiave nella storia delle biblioteche. Il monastero da lui creato era insolito - come ci si può aspettare da un uomo insolito, uno che era politico, statista, storico, intellettuale e scrittore, prima di aver deciso di dedicare la propria vita alla religione. Proveniva da una rinomata famiglia, ove il padre aveva alti incarichi politici in Italia, e Cassiodoro ne seguì l'esempio ricoprendo ruoli di grande rilievo nel governo di Teodorico (493-526). Poi, verso il 540 o 550, abbandonò la vita pubblica e si stabilì in via definitiva a Squillace, dove fondò il monastero di Vivario (dai vivai - vivaria - di pesce in zona) con la sua biblioteca. Durante la sua carriera di funzionario e statista, aveva trovato il tempo per seguire anche i suoi interessi intellettuali, che ricoprivano tutti gli aspetti del sapere: ora voleva istituire una vita monastica che comprendesse la Conoscenza oltre alla religione. Compose quindi un libro per uso dei suoi monaci, intitolato Istituzioni, nel quale trattava della letteratura sacra e profana, intrattenendosi inoltre sull'arte del copista di manoscritti, sottolineandone la grande importanza e gli stringenti requisiti. I monasteri sin dal loro inizio avevano impiegato alcuni dei loro monaci come scribi, ma solo per prendersi cura di pratiche burocratiche - era infatti considerato un lavoro di bassa levatura e assegnato ai più giovani o a coloro che non erano adatti ad attività più importanti. Per Cassiodoro invece il lavoro di copiatore rappresentava una delle maggiori ed elevate attività: a suoi occhi, il monaco addestrato come scriba per trascrivere manoscritti della Sacre Scritture "con le proprie mani predica agli uomini, con le sue dita scioglie le loro lingue, senza parlare concede la salvezza ai mortali, con penna ed inchiostro combatte le maligne tentazioni del demonio." Cassiodoro non restrinse il suo entusiasmo alle opere teologiche, ma fece copiare ai suoi monaci anche le opere secolari. Era pedante sulla precisione ed accuratezza, scrivendoci sopra anche un trattato, De orthographia dove fissava norme e regole per la trascrizione di scritti antichi e moderni onde evitare che i suoi copisti facessero certi comuni errori di ortografia.

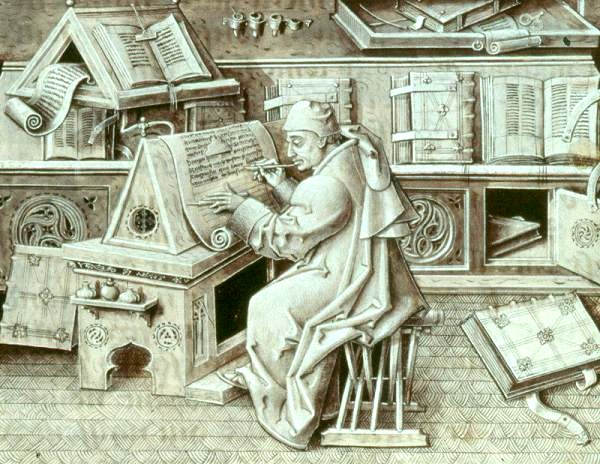
Jean Miélot (XIV sec.), copista e traduttore, intento al lavoro.

Cassiodoro fece in modo che Vivario avesse una biblioteca tale da fornire ai suoi monaci la vasta conoscenza che voleva possedessero. La iniziò dandole i suoi stessi libri e ne riempì le lacune con degli acquisti appropriati; lo scriptorium fu poi in grado di produrre tante copie quante ne abbisognavano. La collezione includeva, oltre ad una raccolta completa di scritti cristiani, quasi tutti i maggiori scrittori pagani latini e, dei greci, Omero, Aristotele, Platone, Ippocrate, Galeno e altri. Cassiodoro era la forza animatrice di Vivario. Quando morì novantenne tra il 575 e il 585, il monastero cessò di esistere. Quello in cui credeva, che la copiatura di manoscritti era un'attività nobile ed elevata per i monaci e che le biblioteche dei monasteri dovessero essere versatili ed estese, fu mantenuto in vita dalla sue Istituzioni, che si diffusero tra persone e monasteri: sotto la loro influenza le biblioteche monacali divennero biblioteche di ricerca. Vennero creati nuovi scriptoria e prestiti tra biblioteche incrementarono le collezioni, l'uso di libri e la copiatura dei volumi richiesti.
Nel 612, meno di mezzo secolo dopo la morte di Cassiodoro, Colombano fondò un monastero a Bobbio vicino a Pavia che includeva uno scriptorium e una biblioteca, i quali divennero importanti aspetti di quell'istituzione. Gradualmente nel tempo, lo stesso accadde altrove, a San Gallo in Svizzera, a Fulda in Germania, e in altri luoghi d'Europa. Grazie alle raccolte ammassate da tali monasteri, le opere greche e latine sono sopravvissute e possiamo oggi conoscerle. Dai monasteri i manoscritti passarono in svariati modi - per mezzo di donazioni, trascrizioni, vendite, furti e bottini - a formare la base di importanti biblioteche del Pieno Medioevo e del Rinascimento. Tali biblioteche, sia che venissero fondate da studiosi che si appassionavano alla lettura di libri, come Petrarca per esempio, o da nobili che si appassionavano a raccoglierli, come la famiglia dei Medici, segnano l'inizio di una nuova era nella storia delle biblioteche.